# Week-end à Zuydcoote
Week-end à Zuydcoote (Fin de semana en Dunkerque en España y La derrota gloriosa en Hispanoamérica) es una película de guerra francesa de 1964 dirigida por Henri Verneuil y protagonizada por Jean-Paul Belmondo, Catherine Spaak y Georges Géret.
La producción cinematográfica es una adaptación de una novela de Robert Merle, que cuenta un hecho real acaecido durante la guerra.

## Argumento
Es la Segunda Guerra Mundial. En junio de 1940, un batallón franco-británico queda atrapado tras los bombardeos alemanes sobre las playas de Dunkerque. En esas playas el sargento francés Julien Maillat intenta embarcar con los ingleses en el carguero para poder cruzar así el canal hacia Inglaterra y estar a salvo del enemigo, pero eso no será fácil con la aviación enemiga al pendiente. Aun así, pese a la tensión de la espera, el amor se cuela en el camino del sargento.

## Reparto
| Actor                | Papel          |
| -------------------- | -------------- |
| Jean-Paul Belmondo   | Julien Maillat |
| Catherine Spaak      | Jeanne         |
| Georges Géret        | Pinot          |
| Jean-Pierre Marielle | Pierson        |
| Pierre Mondy         | Dhéry          |
| Marie Dubois         | Hélène Atkins  |
| Christian Barbier    | Paul           |

## Recepción
La película fue durante su estreno un gran éxito de público y crítica.
Hoy en día la película ha sido valorada en portales cinematográficos. En IMDb, con aproximadamente 1900 votos registrados, el filme obtiene una media ponderada de 6,9 sobre 10. En cuanto a Rotten Tomatoes, los menos de 50 votos registrados le dieron allí una valoración media de 3,6 de 5.